# The Haunting of Hill House (televisieserie)
The Haunting of Hill House is een televisieserie ontwikkeld door Mike Flanagan voor Netflix. Het is gebaseerd op het gelijknamige boek van Shirley Jackson.

## Verhaal
In de zomer van 1992 betrekken Hugh en Olivia Crain samen met hun kinderen - Steven, Shirley, Theodora, Luke en Nell - hun nieuwe huis; Hill House. Het plan is om het oude landhuis te renoveren en te verkopen. Door onverwachte omstandigheden en verborgen gebreken moeten ze langer blijven in het huis. Vreemde geluiden en paranormale verschijningen beginnen het gezin op te breken, resulterend in een traumatische gebeurtenis voor het hele gezin. 
Zesentwintig jaar later komt de familie Crain samen en wordt geconfronteerd met de tijd in Hill House.

## Rolverdeling

### Hoofdrol
| Acteur               | Personage                  | Opmerking      |
| -------------------- | -------------------------- | -------------- |
| Carla Gugino         | Olivia Crain               | de moeder.     |
| Timothy Hutton       | Hugh Crain                 | de vader.      |
| Henry Thomas         | Hugh Crain                 | als kind       |
| Michiel Huisman      | Steven Crain               | als volwassene |
| Paxton Singleton     | Steven Crain               | als kind       |
| Elizabeth Reaser     | Shirley Crain              | als volwassene |
| Lulu Wilson          | Shirley Crain              | als kind       |
| Kate Siegel          | Theodora "Theo" Crain      | als volwassene |
| Mckenna Grace        | Theodora "Theo" Crain      | als kind       |
| Oliver Jackson-Cohen | Luke Crain                 | als volwassene |
| Julian Hilliard      | Luke Crain                 | als kind       |
| Victoria Pedretti    | Eleanor "Nell" Crain Vance | als volwassene |
| Violet McGraw        | Eleanor "Nell" Crain Vance | als kind       |

### Bijrol
| Acteur                  | Personage            |
| ----------------------- | -------------------- |
| Annabeth Gish           | Clara Dudley         |
| Robert Longstreet       | Horace Dudley        |
| Olive Elise Abercrombie | Abigail Dudley       |
| Anthony Ruivivar        | Kevin Harris         |
| Samantha Sloyan         | Leigh Crain          |
| Levy Tran               | Trish Park           |
| James Lafferty          | Ryan Quale           |
| James Flanagan          | begrafenisondernemer |
| Jordane Christie        | Arthur Vance         |
| Elizabeth Becka         | tante Janet          |
| Logan Medina            | Jayden Harris        |
| May Badr                | Allie Harris         |
| Anna Enger              | Joey                 |
| Fedor Steer             | William Hill         |
| Catherine Parker        | Poppy Hill           |
| Mimi Gould              | Hazel Hill           |

## Achtergrond

### Productie
Op 20 april 2017 kondigde Netflix aan dat ze 10 afleveringen hadden besteld van een nieuwe horrorserie, gebaseerd op de horror-roman 'The Haunting of Hill House', met Mike Flanagan en Trevor Macy als uitvoerend producent. Productie begon in oktober 2017, met opnames in Atlanta, Georgia.

### Ontvangst
The Haunting of Hill House werd uitgebracht op 12 oktober 2018 en werd door het publiek relatief goed ontvangen. Op Rotten Tomatoes heeft de serie een score van 93% op basis van 103 beoordelingen. Metacritic komt op een score van 79/100, gebaseerd op 18 beoordelingen.

## Afleveringen
| Nr. serie | Titel van aflevering | Regisseur     | Schrijver                     | Originele release datum |  |
| --- | -------------------- | ------------- | ----------------------------- | ----------------------- |  |
| 1 | Steven Sees a Ghost  | Mike Flanagan | Mike Flanagan                 | 12 oktober 2018         |  |
| Steven Crain werd als auteur beroemd dankzij zijn boek "The Haunting of Hill House". Daarin heeft hij zijn biografie geschreven: zijn kinderjaren in het bespookte herenhuis Hill House. Daar woonde hij met zijn ouders Hugh en Olivia, zijn zussen Shirley, Theodora (Theo), Nell (Nellie) en zijn broer Luke. Hugh kocht huizen op, restaureerde deze en verkocht deze met winst, zo ook Hill House, wat de reden is waarom de familie er tijdens een zomervakantie verbleef. In dat huis werd paranormale activiteit vastgesteld. Verder is er een kamer met een rode deur - die men verder beschrijft als "de rode kamer" - waarvan men geen sleutel vindt en die men ook niet kan openen met een loper. Op een avond vlucht Hugh met zijn kinderen uit het huis en laat Olivia achter. Ondanks dat dit zo'n zesentwintig jaar geleden gebeurde, is deze vlucht en achterlating nog steeds een trauma voor de kinderen. Steven krijgt nu van zijn broer en zussen het verwijt dat hijzelf rijk is geworden met iets waarin hij zelf niet gelooft. Volgens Steven is alles wat er destijds gebeurde, een gevolg van de een of andere psychische erfelijke aandoening die zorgt voor waanbeelden. Theo flirt in een bar met Trish en gaat met haar naar huis. Steven en Shirley missen een oproep van Nell. Daarop krijgt Hugh een telefoontje van haar: Nell is bezorgd over Luke die al langere tijd verslaafd is aan heroïne. Steven treft Luke in de hal van zijn appartement aan en het lijkt alsof Luke enkele van zijn spullen heeft gestolen, allicht om te helen om zo geld te hebben voor nieuwe drugs. In zijn appartement vindt hij Nell. Op dat ogenblik krijgt Steven telefoon van Hugh met het bericht dat Nell naar Hill House is gereden en dat daar iets is gebeurd waardoor ze dood is. Steven realiseert zich dat de gedaante in zijn appartement de geest van Nell moet zijn. |                      |               |                               |                         |  |
| 2 | Open Casket          | Mike Flanagan | Mike Flanagan                 | 12 oktober 2018         |  |
| In een flashback vindt Shirley in een hok nabij het huis een doos met kittens. Ze overtuigt haar vader ervan om de kittens te adopteren. Deze overlijden allemaal en Shirley vraagt zich af wat ze verkeerd heeft gedaan. Volgens Hugh waren de kittens al ziek toen ze werden gevonden. Het lichaam van Olivia wordt gevonden in Hill House en er wordt een begrafenis georganiseerd. Shirley is verbaasd dat haar moeder er zo goed uitziet in die kist. In het heden is Shirley getrouwd met Kevin, met wie ze een uitvaartdienst runt. Nadat ze verneemt dat Nell is overleden, staat ze erop dat zij haar lichaam zal balsemen en "opfrissen". Tijdens deze procedure schrikt Shirley op wanneer een geest verschijnt. |                      |               |                               |                         |  |
| 3 | Touch                | Mike Flanagan | Liz Phang                     | 12 oktober 2018         |  |
| Uit een flashback wordt aangetoond dat Theo een gave heeft: via haar handen kan ze emoties en impressies voelen van personen en objecten. Zo vond ze in Hill House enkele dure flessen wijn en een verborgen ruimte die op geen enkel grondplan staat. In die verborgen ruimte wordt Luke aangevallen door een geest, maar niemand gelooft hem. Olivia verklaart dat zijzelf en haar moeder ook "sensitief" zijn. Daarop geeft ze Theo handschoenen die ze ter bescherming moet dragen. In het heden werkt Theo als kindertherapeut. Nu is er een meisje in behandeling dat beweert te worden aangevallen door "Mr. Smiley", een monster in de kelder. Theo doorzoekt die kelder en met haar gave achterhaalt ze dat Mr. Smiley in werkelijkheid de stiefvader van het meisje is en dat hij haar regelmatig seksueel belaagt. Theo gaat naar het mortuarium en raakt met haar handen het voorhoofd van Nell aan. Daarop verliest zij het bewustzijn. Ze krijgt een visioen van Hill House: ze tracht een uitweg te zoeken, wordt door iets tegen een muur geduwd en bezeert daarbij haar voorhoofd. |                      |               |                               |                         |  |
| 4 | The Twin Thing       | Mike Flanagan | Scott Kosar                   | 12 oktober 2018         |  |
| Als kind was Luke gefrustreerd dat niemand hem geloofde. Zelfs zijn vriendin Abigail werd door de anderen afgedaan als imaginair. In het heden is Luke nu negentig dagen afgekickt en hij is vastbesloten om niet langer drugs te nemen. Luke en Nell zijn tweelingen en kunnen elkanders gemoedstoestand aanvoelen. Joey, een van de bewoners van het afkickcentrum, vlucht en Luke achtervolgt haar. Als kind wordt Luke wakker: in zijn kamer loopt de geest rond van een lange man op zoek naar de bolhoed die Olivia eerder vond en aan Luke gaf. Terug in het heden vindt Luke Joey, maar zelf krijgt hij het enorm koud en zijn spieren lijken te verstijven. Uit geldgebrek breekt hij in in het appartement van zijn broer Steven om er enkele zaken te stelen. Joey neemt het geld aan en vertrekt. Luke wordt daarop aangevallen door een bende. Daarop dwaalt hij doelloos door de straten, achtervolgd door de geest met de bolhoed. Uiteindelijk belt hij naar het opvangcentrum met de vraag om terug te mogen keren. Het blijkt dat Steven hem daar zit op te wachten met nieuws over Nell: zij heeft zichzelf van het leven beroofd. Luke zegt daarop dat het geen zelfmoord betreft. |                      |               |                               |                         |  |
| 5 | The Bent-Neck Lady   | Mike Flanagan | Meredith Averill              | 12 oktober 2018         |  |
| Sinds hun intrek in Hill House wordt Nell 's nachts regelmatig opgeschrikt door "de dame met de gebogen nek". Wanneer deze geest verschijnt, kan Nell zich niet bewegen. Als volwassene gaat Nell naar een slaaptherapeut: Arthur. Volgens hem lijdt Nell aan slaapverlamming, een ongevaarlijke lichaamstoestand. Nell en Arthur worden verliefd op elkaar en trouwen. Tijdens een nacht ziet Nell de dame met de gebogen nek opnieuw en net op dat ogenblik krijgt Arthur een dodelijk herseninfarct. Nell gaat daarop in therapie bij een andere dokter. Deze overtuigt haar dat Hill House niet meer is dan "een karkas in het woud". Nell rijdt naar Hill House en krijgt er de illusie dat het huis helemaal is gerenoveerd. Ze vindt er enkele van haar familieleden en Arthur. Ze neemt de wenteltrap, doet bovenaan de trap een strop rond haar nek en wordt vervolgens door de geest van haar moeder van de rand geduwd. Tijdens deze val breekt ze haar nek en krijgt ze flashbacks: daaruit wordt duidelijk dat Nell in feite de dame met de gebogen nek is. |                      |               |                               |                         |  |
| 6 | Two Storms           | Mike Flanagan | Mike Flanagan & Jeff Howard   | 12 oktober 2018         |  |
| Ten tijde van hun verblijf in Hill House is er tijdens een nacht een zware storm. Plots is Nell vermist. Tijdens de zoektocht ziet Olivia verschillende geestesverschijningen. Ook de kinderen worden opgeschrikt door een hond- of wolfachtige. Nell staat plots terug bij de rest van haar familie. Zelf beweert ze dat ze al die tijd bij hen was, maar dat niemand haar zag of hoorde. In het heden zijn de kinderen en hun vader tezamen in het mortuarium om afscheid te nemen van Nell. Dit is de eerste keer sinds lange tijd dat ze allen terug samen zijn. Daarbij wisselen ze herinneringen uit over Nell. Steven ziet plots de geest van zijn moeder. Daarop valt de stroom uit. Door dit alles en het feit dat Theo dronken is, ontstaat er een ruzie die abrupt wordt beëindigd wanneer de doodskist van Nell omvalt. |                      |               |                               |                         |  |
| 7 | Eulogy               | Mike Flanagan | Charise Castro Smith          | 12 oktober 2018         |  |
| Hugh maakt zich klaar voor de begrafenis en bekent dat hij nog met Olivia praat. Hij tracht de band tussen zijn kinderen terug goed te maken. Tijdens de begrafenis ziet Luke plots de geest van Nell naast de doodskist staan. Ook wordt hij door de geest van Olivia vastgeklampt. In het verleden neemt Hugh de schade op van de storm. Er is veel waterschade, maar de oorsprong ervan kan niet worden achterhaald. Meneer Dudley, die samen met zijn vrouw de huisbewaarder is, heeft een gesprek met Hugh. Volgens Dudley heeft het huis een negatieve invloed op Olivia en moet zij daarom enige tijd weg. Hij en zijn vrouw komen 's nachts nooit in Hill House sinds ze er hun doodgeboren baby hoorden huilen. Uiteindelijk achterhaalt Hugh de oorzaak van het waterlek. Daarbij vindt hij restanten van het lijk van William Hill, de eerste eigenaar van Hill House, die zichzelf blijkbaar had ingemetseld. In het heden worden Theo en Hugh aangevallen door de geest van Olivia. Deze geest heeft waarschijnlijk eerder ook de twee muntstukken op de ogen van Nell gelegd. Er zijn enkele kredietkaarten vermist en een auto wordt gestolen. Dan merkt men op dat Luke weg is. |                      |               |                               |                         |  |
| 8 | Witness Marks        | Mike Flanagan | Jeff Howard & Rebecca Klingel | 12 oktober 2018         |  |
| Steven en Hugh gaan op zoek naar Luke. Steven vertrouwt zijn vader toe lange tijd geleden een vasectomie te hebben ondergaan om de erfelijke psychische ziekte waaraan ze lijden niet door te geven. Shirley en Theo hebben de instanties ingelicht en hopen dat Luke de kredietkaart gebruikt om hem zo op te kunnen sporen. Ze worden opgejaagd door klopgeesten. Er komt melding dat Luke een kredietkaart heeft gebruikt bij een benzinestation en dat hij wellicht op weg is naar Hill House. Hugh verklaart aan Steven dat Steven in Hill House ook verschillende geesten heeft gezien, maar dat hij deze aanzag voor werklieden. Ook is het voor de familie zeer gevaarlijk om naar Hill House te gaan, omdat het huis hen beschouwt als een "onafgewerkte maaltijd". Shirley en Theo besluiten om ook naar Hill House te rijden. Tijdens hun rit worden ze opgeschrikt door de geest van Nell. Luke tracht Hill House met benzine in brand te steken, wat niet lukt. De geest van Olivia verschijnt, waarna hij gevangen wordt genomen door een andere geest. |                      |               |                               |                         |  |
| 9 | Screaming Meemies    | Mike Flanagan | Meredith Averill              | 12 oktober 2018         |  |
| In een flashback vindt Hugh Olivia, Nell en Luke al slapend op de zetel. Olivia zegt haar man dat ze wilde dat haar kinderen altijd zo zouden kunnen blijven. Ze gaat naar de leeskamer waar ze de lijken van een volwassen Nell en Luke ziet. Daarop ontwaakt Olivia in het midden van de nacht en wordt ze aangesproken door de geest van Poppy Hill. Olivia besluit daarop om enige tijd te verhuizen naar haar zus Janet, maar in werkelijkheid neemt ze haar intrek in een nabijgelegen motel. Na een telefoontje met Hugh is ze van mening dat het huishouden niet goed verloopt en keert ze terug. Ze gaat naar de kamer van Nell en Luke waar ze ook Abigail aantreft. Ze neemt de drie kinderen mee voor een theekransje in de rode kamer. Shirley, die haar moeder net daarvoor aantrof in de keuken, wekt Hugh en zegt haar dat Olivia zich vreemd gedraagt. In de keuken ontdekt hij dat Olivia rattenvergif in de thee heeft gedaan. Hij rent naar de rode kamer en kan voorkomen dat Luke en Nell de thee drinken. Abigail dronk er echter al van en sterft. Hugh wekt de andere kinderen en verlaat met hen het huis. Ze laten Olivia achter. Zij is van mening - ook door toedoen van de geest van Poppy Hill die haar dat heeft ingesproken - dat Hugh en de kinderen haar hebben verlaten. Een geschokte Olivia valt daarna van de wenteltrap. |                      |               |                               |                         |  |
| 10 | Silence Lay Steadily | Mike Flanagan | Mike Flanagan                 | 12 oktober 2018         |  |
| Steven en Hugh zien een bewusteloze Luke in de rode kamer nadat hij trachtte het huis te doen afbranden. Steven rent de rode kamer in waarop de deur dichtvalt. Hij verliest het bewustzijn. Wanneer hij bijkomt liggen Theo en Shirley ook bewusteloos in de kamer. Luke dreigt te sterven aan een overdosis heroïne. In de periode dat ze bewusteloos waren, hadden ze allen nachtmerries over hun leven. Luke krijgt een bijna-doodervaring en belandt in een alternatieve versie van de rode kamer waar hij Olivia, Abigail en een jonge Nell vindt. Olivia wil dat Luke blijft, maar Nell spoort aan om zo snel mogelijk te vertrekken. Daarop komt Luke terug tot leven in de rode kamer waar ook Steven, Shirley en Theo zijn. Ook de geest van Nell is aanwezig. Zij verklaart dat "de rode kamer" de "maag" van het huis is en dat - ondanks dat men de deur ten tijde van hun verblijf nooit kon openen - zowat iedereen er al was geweest en kan dit ook aantonen. Hugh, die zich buiten de rode kamer bevindt, krijgt hartproblemen en neemt daarom zijn medicatie. Hij wordt aangevallen door de geest van Poppy Hill, maar de geest van Olivia jaagt haar weg. Olivia wil niet dat haar kinderen nogmaals vertrekken en haar achterlaten, maar Hugh kan haar overtuigen om de deur alsnog te openen zodat zij kunnen vluchten. De familie Dudley arriveert op zoek naar hun dochter Abigail die zij voor de buitenwereld verborgen hielden. De geest van Hugh, wiens lichaam de hartaanval niet overleefde, beslist om de rode kamer te betreden waar Olivia en Nell hem opwachten. |                      |               |                               |                         |  |